# 코나 브루잉 컴퍼니
코나 브루잉 컴퍼니(영어: Kona Brewing Company)는 미국 하와이에 소재한 맥주회사이다. 원래 코나는 크래프트 브루 얼라이언스가 소유했지만 2020년 9월부터 PV 브루잉 파트너스가 소유하고 있다.